# Biedaszków Wielki
Biedaszków Wielki (niem. Gross Biadauschke, od 13.11.1936 do 1945 Heidegrund) – wieś w Polsce, położona w województwie dolnośląskim, w powiecie trzebnickim, w gminie Trzebnica.
W latach 1975–1998 wieś administracyjnie należała do województwa wrocławskiego.

## Nazwa
Według Heinricha Adamy'ego nazwa miejscowości pochodzi od polskiej nazwy biedy lub biadania. W swoim dziele o nazwach miejscowości na Śląsku wydanym w 1888 roku we Wrocławiu wymienia wcześniejszą od niemieckiej nazwę "Biadaszkow" podając jej znaczenie jako "Armseliger Ort" czyli tłumacząc na język polski "Uboga miejscowość". Nazwa została później zgermanizowana na Biadauschke, Peadauschke oraz Gross Biadauschke tracąc swoje pierwotne znaczenie.

## Integralne części wsi
| SIMC    | Nazwa        | Rodzaj    |
| ------- | ------------ | --------- |
| 0881325 | Trzy Chałupy | część wsi |